# Cauldron (gruppo musicale)
I Cauldron sono un gruppo heavy metal canadese, formatosi nel 2006 dalle ceneri dei Goat Horn.

## Formazione

### Formazione attuale
- Jason Decay - voce, basso (2006 - oggi)
- Ian Chains - chitarra (2006 - oggi)
- Miles Deck - batteria (2012 - oggi)

## Discografia
Album studio
- 2009 - Chained to the Nite
- 2011 - Burning Fortune
- 2012 - Tomorrow's Lost
- 2016 - In Ruin
- 2018 - New Gods

EP
- 2007 - Live 7"
- 2008 - Into the Cauldron
- 2014 - Moonlite Desires